# George Iacobescu
Sir George Iacobescu, CBE (n. 9 noiembrie 1945, București) este un inginer și om de afaceri englez nascut în Romania (Evreu cu parinti de origini evreiesti ) , care este directorul executiv al Grupului Canary Wharf, al doilea grup financiar din Londra. Este în topul celor mai bine plătiți manageri din Europa și are răspunderea celei mai mari investiții pentru reabilitare urbană de pe continent.

## Biografie

### România
George Iacobescu s-a născut în anul 1945 în București, la câteva luni după terminarea celui de-al Doilea Război Mondial, în familia unui medic hematolog. A învățat la școala primară din Tunari. După absolvirea Liceului "Dimitrie Cantemir" din București, a urmat cursurile Facultății de Construcții Civile și Industriale din București, unde i-a avut colegi de promoție pe Cristian Gațu, Cristian Antonescu, fost director la "Curentul" și Cristian Țânțăreanu, cel care a construit Complexul "Paradisul Verde" din Corbeanca. A obținut diploma de inginer constructor. 
Iacobescu este unul dintre cei mai de succes afaceriști români alâturi de Ion Țiriac, Călin Drăgan, Viorel Costeanu, Călin Rovinescu, Mihai Stroe și Manuel Zamfir.

### Canada, Statele Unite și Regatul Unit
A emigrat în Canada în anul 1975. A lucrat inițial timp de doi ani ca inginer la firma canadiană Homeco Investments din Montreal, ocupându-se de restaurarea a două blocuri care arseseră de curând. În anul 1978, a fost angajat ca asistent al vicepreședintelui celui mai mare dezvoltator de proiecte imobiliare din America – "Olympia and York". Timp de cinci ani s-a ocupat de construcția primei fabrici moderne de granit din America de Nord, la Toronto, apoi a Olympia Center și al Neiman Marcus Buildings (clădire de 64 de etaje) la Chicago, precum și la câteva proiecte mari în Dallas, Boston și Houston.
În anul 1983, odată cu începerea lucrărilor de construcție a centrului "World Financial Center", s-a stabilit la New York, devenind și vicepreședintele executiv al companiei care s-a ocupat de finalizarea acestui proiect.
În anul 1987, a fost inițiat, ca urmare a deciziei premierului Margaret Thatcher, un proiect de reconversie și reabilitare a fostei zone a docurilor londoneze, proiect denumit "Canary Wharf" și care a fost încredințat firmei Olympia and York pentru care lucra George Iacobescu. El s-a mutat la Londra, devenind vicepreședinte executiv responsabil cu realizarea bugetelor, cu proiectarea și construirea a jumătate din viitorul centru financiar Canary Wharf. Cand firma Olympia and York a dat eventual faliment, George Iacobescu a fost retinut în continuare de cei care au achiziționat Canary Wharf.
În anul 1994, a fost promovat ca membru în Consiliul de Administrație al Canary Wharf Holdings Limited ca director executiv, devenind vicepreședinte executiv în anul 1996 și președinte executiv în martie 1997 al unei companii ce are active de peste 5 miliarde de lire sterline.
Canary Wharf este considerat ca fiind cel de-al doilea centru financiar din capitala Marii Britanii, după centrul financiar istoric "City" care s-a dezvoltat de-a lungul a 500 de ani. Ca volum al tranzacțiilor financiare, Canary Wharf a ajuns să dețină o treime din cel derulat în City, depășind însă volumul de tranzacții derulate în Frankfurt.
Canary Wharf este format din 34 de clădiri (24 de imobile de birouri, cinci mall-uri, un magazin universal, două centre de conferințe, teatre, cinematografe, cluburi de întreținere și sport). Complexul imobiliar are în componența sa primele trei dintre cele mai înalte blocuri zgârie-nori din Anglia, cum ar fi One Canada Square (244 de metri înălțime). În acest cartier își au sediul cele mai mari bănci din lume (Citigroup, Credit Suisse, Bank of America, Hong-Kong Shanghai Bank, Morgan Stanley, Barclays), precum și unele instituții media precum Reuters sau Daily Mirror. În clădirile complexului lucrează zilnic 100.000 oameni.
În iunie 2003 a fost decorat cu titlul de Cavaler al Ordinului Imperiului Britanic, iar în anul 2007 a fost numit custode al British Museum.
La 31 decembrie 2011 a primit titlu de cavaler [Knight Bachelor] din partea Reginei Elisabeta a II-a a Marii Britanii pentru implicarea în acțiuni caritabile.